# Ingmar Oostrom
Ingmar Oostrom (Oudewater, 22 januari 1990) is een Nederlands voetbalscheidsrechter. Hij is in dienst van de KNVB en leidt voornamelijk wedstrijden in de Eredivisie en Eerste divisie.
Op 31 januari 2014 leidde Oostrom zijn eerste professionele wedstrijd op het tweede niveau. De wedstrijd tussen FC Oss en Jong FC Twente eindigde in een 2–1-overwinning voor de thuisploeg. Oostrom deelde twee gele kaarten uit en één rode. Het seizoen 2013/14 sloot hij af met de volgende getallen: hij was scheidsrechter in drie competitiewedstrijden en gaf daarin driemaal een gele kaart. Dat komt neer op een gemiddelde van één gele kaarten per wedstrijd. Ook trok hij tweemaal rood.